# Niceneto
Nicèneto (in greco antico: Νικαίνετος?, Nikaínetos; Abdera, metà III secolo a.C. – ...) è stato un poeta greco antico nativo di Abdera, quindi di origini traciche, che visse a Samo.

## Biografia
Ateneo di Naucrati ne parla come di un oriundo di Samo o di Abdera, mentre Stefano di Bisanzio lo annovera come un celebre cittadino di Abdera. Sempre Ateneo lo descrive come un poeta epico fortemente influenzato dalle usanze di Samo e, sempre da questo passo, si ricava che Niceneto visse prima di Filarco di Atene (fine III secolo a.C.).

## Opere
Niceneto avrebbe composto un poema epico, Lirco, su un mitico re di Cauno, fratello di Io, di cui Partenio di Nicea tramanda alcuni versi a proposito di Biblideː
la città di Ecusa, e prese in moglie 

Tragasia, figlia di Celeneo, ed essa 

due figli partorì: prima Cauno, 

amante del diritto e della legge, 

e poi la bella Biblide, che gli uomini 

paragonavano agli alti ginepri. 

E Cauno fu colpito, suo malgrado, 

d'amor per Biblide; subito lasciò 

la sua casa e fuggì oltre Dia: 

evitò Cipro, terra di serpenti, 

e anche il boscoso Capros, e i puri 

ruscelli della Caria: e, una volta raggiunta 

la sua meta, costruì una borgata, 

prima tra tutti gli Ioni. Ma la sorella 

lontana, povera Biblide, in un gufo 

divinamente mutata, sedeva ancora 

fuor dalle porte di Mileto e piangeva 

il ritorno di Cauno, impossibile.»
(Fr. 1 Powell - trad. A. D'Andria)
Viene ricordato anche un Catalogo delle donne (Γυναικῶν κατάλογος), su modello esiodeo, e una serie di epigrammi (di cui ne sopravvivono cinque) in parte presenti nell'Antologia Palatina e in parte in Ateneo.